# Neurospora crassa
 Neurospora crassa  ist ein roter Schimmelpilz aus der Abteilung der Schlauchpilze (Ascomycota).
Er ist ein bekannter Modellorganismus in der Biologie, der leicht zu züchten ist. Er hat einen haplontischen Lebenszyklus, der eine einfache genetische Analyse erlaubt. Neurospora wurde von Edward Tatum und George Wells Beadle als Untersuchungsobjekt gewählt. Für ihre Arbeiten erhielten sie 1958 den Nobelpreis (Physiologie / Medizin). Sie setzten den Schimmelpilz ionisierender Strahlung aus, um Mutationen auszulösen. Anschließend untersuchten sie die Stoffwechselwege auf Defekte in Enzymtätigkeiten. Aus ihren Beobachtungen leiteten sie die Ein-Gen-ein-Enzym-Hypothese ab, die heute allerdings nur noch eingeschränkt gültig ist.
Im April 2003 wurde in Nature das Genom von Neurospora crassa als durchsequenziert veröffentlicht. Es ist etwa 40 Megabasen groß und enthält rund 10.000 Gene.

## Systematik
Neurospora crassa dient als Repräsentant für die Klade um das Taxon der Nucletmycea.